# Campeonato do Mundo de Hóquei em Patins Sub-20 de 2017
O Campeonato do Mundo de Hóquei em Patins Sub-20 de 2017 foi a 8ª edição do Campeonato do Mundo de Hóquei em Patins Sub-20 e a primeira a ser integrada nos Jogos Mundiais de Patinagem. Esta competição foi organizada pela FIRS.

## Qualificação
Os oito melhores países do ranking foram divididos em dois grupos. Os restantes países jogaram a Taça FIRS, consistindo num torneio de todos contra todos a duas voltas.
| Campeonato do Mundo | Campeonato do Mundo | Campeonato do Mundo |          | Taça FIRS      | Taça FIRS | Taça FIRS |
| Rank                | Pais                | Pres                | Rank     | Pais           | Pres      |           |
| ------------------- | ------------------- | ------------------- | -------- | -------------- | --------- | --------- |
| 1º 2015             | Portugal            | 8                   | 12º 2015 | Angola         | 6         |           |
| 2º 2015             | Espanha             | 7                   | 15º 2015 | Estados Unidos | 8         |           |
| 3º 2015             | França              | 7                   | N. P.    | Índia          | 5         |           |
| 4º 2015             | Itália              | 6                   |          | Taipé Chinesa  | Estreia   |           |

### Grupo A
| País       | J | V | E | D | GM | GS | DG  | Pts |
| ---------- | - | - | - | - | -- | -- | --- | --- |
| Portugal   | 3 | 3 | 0 | 0 | 16 | 3  | 13  | 9   |
| Colômbia   | 3 | 2 | 0 | 1 | 8  | 8  | 0   | 6   |
| Chile      | 3 | 1 | 0 | 2 | 10 | 13 | -3  | 3   |
| Inglaterra | 3 | 0 | 0 | 3 | 7  | 17 | -10 | 0   |

### Resultados
| 27 agosto 2017 | Chile | 7 - 4 | Inglaterra | Nanquim Tech University                  |
| 16h30          |       |       |            | Árbitro: Xavier Bleuzen e Julien Thibaud |

| 27 agosto 2017 | Colômbia                       | 1 - 4 | Portugal                                                                                                | Nanquim Tech University                  |
| 18h30          | 1-2 Daniel Aristizabal 23' 1ªP |       | 0-1 Gonçalo Nunes 2' 1ªP 0-2 Hugo Santos 20' 1ªP 1-3 Gonçalo Nunes GP 1' 2ªP 1-4 António Trabulo 4' 2ªP | Árbitro: Daniel Costa e Carlos Fernandez |

| 28 agosto 2017 | Portugal | 5 - 0 | Chile | Nanquim Tech University                       |
| 08h30          | 1-0 Gonçalo Meira 16' 1ªP 2-0 António Trabulo 21' 1ªP 3-0 Tomás Pereira GP 10' 2ªP 4-0 António Trabulo 13' 2ªP 5-0 João Lima 17' 2ªP |       |       | Árbitro: Johannes Schneider e Rolland Eggiman |

| 28 agosto 2017 | Inglaterra | 1 - 3 | Colômbia | Nanquim Tech University                  |
| 16H30          |            |       |          | Árbitro: Carlos Fernandez e Sergio Insua |

| 29 agosto 2017 | Colômbia | 4 - 3 | Chile | Nanquim Tech University              |
| 12h30          |          |       |       | Árbitro: Sergio Insua e Daniel Costa |

| 29 agosto 2017 | Portugal | 7 - 2 | Inglaterra                                                        | Nanquim Tech University                   |
| 14h30          | 1-0 Gonçalo Meira 4' 1ªP 2-0 Carlos Ramos "Carlitos" 15' 1ªP 3-0 António Trabulo 15' 1ªP 4-0 Gonçalo Nunes 17' 1ªP 5-0 Carlos Ramos "Carlitos" 21' 1ªP 6-1 Gonçalo Nunes 9' 2ªP 7-1 Tiago Almeida 21' 1ªP |       | 5-1 Alexander "Alex" Mount 24'39" 1ªP 7-2 Harry Pickering 24' 2ªP | Árbitro: Antonio Gomez e Joseph Silecchia |

### Grupo B
| País      | J | V | E | D | GM | GS | DG | Pts |
| --------- | - | - | - | - | -- | -- | -- | --- |
| Espanha   | 3 | 2 | 0 | 1 | 8  | 2  | 6  | 6   |
| Argentina | 3 | 2 | 0 | 1 | 14 | 8  | 6  | 6   |
| Itália    | 3 | 1 | 1 | 1 | 11 | 11 | 0  | 4   |
| França    | 3 | 0 | 1 | 2 | 8  | 17 | -9 | 1   |

### Resultados
| 27 agosto 2017 | França | 1 - 4 | Espanha | Nanquim Tech University               |
| 08H30          |        |       |         | Árbitro: Joaquim Pinto e Paulo Rainha |

| 27 agosto 2017 | Argentina | 5 - 2 | Itália | Nanquim Tech University                  |
| 10h30          |           |       |        | Árbitro: Julien Thibaud e Xavier Bleuzen |

| 28 agosto 2017 | Itália | 5 - 5 | França | Nanquim Tech University |
| 10h30          |        |       |        |                         |

| 28 agosto 2017 | Espanha | 4 - 1 | Argentina | Nanquim Tech University |
| 18h30          |         |       |           |                         |

| 29 agosto 2017 | Espanha | 1 - 4 | Itália | Nanquim Tech University                      |
| 16h30          |         |       |        | Árbitro: Ididro Martinez e Giovanni Grisales |

| 29 agosto 2017 | Argentina | 8 - 2 | França | Nanquim Tech University                       |
| 18h30          |           |       |        | Árbitro: Roland Eggimann e Johannes Schneider |

### Apuramento de campeão
|  | Quartas de final | Quartas de final |           |           | Semifinais     | Semifinais     |  |  | Final | Final |
|  |                  |                  |           |           |                |                |  |  |       |       |
|  | 30 agosto        |                  |           |           |                |                |  |  |       |       |
|  |                  |                  |           |           |                |                |  |  |       |       |
|  | Espanha          | 9                |           |           |                |                |  |  |       |       |
|  | Espanha          | 9                | 31 agosto |           |                |                |  |  |       |       |
|  | Inglaterra       | 0                |           |           |                |                |  |  |       |       |
|  | Inglaterra       | 0                | Espanha   | 1(3)gp    |                |                |  |  |       |       |
|  | 30 agosto        |                  | Espanha   | 1(3)gp    |                |                |  |  |       |       |
|  |                  | Itália           | 1(0)      |           |                |                |  |  |       |       |
|  | Itália           | Itália           | 1(0)      | 5         |                |                |  |  |       |       |
|  | Itália           |                  | 1 Set     | 5         |                |                |  |  |       |       |
|  | Colômbia         | 0                |           |           |                |                |  |  |       |       |
|  | Colômbia         | 0                | Espanha   | 0         |                |                |  |  |       |       |
|  | 30 agosto        |                  | Espanha   | 0         |                |                |  |  |       |       |
|  |                  | Portugal         | 2         |           |                |                |  |  |       |       |
|  | Argentina        | Portugal         | 2         | 4         |                |                |  |  |       |       |
|  | Argentina        | 31 agosto        |           | 4         |                |                |  |  |       |       |
|  | Chile            | 1                |           |           |                |                |  |  |       |       |
|  | Chile            | 1                | Argentina | 2         | Terceiro lugar | Terceiro lugar |  |  |       |       |
|  | 30 agosto        |                  | Argentina | 2         | Terceiro lugar | Terceiro lugar |  |  |       |       |
|  |                  | Portugal         | 5         |           |                |                |  |  |       |       |
|  | França           | Portugal         | 5         | 4         | Itália         | 6              |  |  |       |       |
|  | França           |                  |           | 4         | Itália         | 6              |  |  |       |       |
|  | Portugal         | 7                |           | Argentina | 5              |                |  |  |       |       |
|  | Portugal         | 7                |           |           | 5              |                |  |  |       |       |
|  |                  |                  |           |           |                |                |  |  | 1 Set |       |
|  |                  |                  |           |           |                |                |  |  |       |       |

| 30 agosto 2017 | França | 4 - 7 | Portugal | Nanquim Tech University              |
| 14h30          | 1-0 Nathan Gefflot 20' 1ªP 2-5 Tom Mfuekani LD 15ªF 19' 2ªP 3-5 Titouan Rousseau 21' 2ªP 4-5 Mohad Ajaali 21' 2ªP |       | 1-1 Carlos Ramos "Carlitos" 22' 1ªP 1-2 Hugo Santos 24'46" 1ªP 1-3 Tomás Pereira 4' 2ªP 1-4 Carlos Ramos "Carlitos" 6' 2ªP 1-5 Hugo Santos LD 10ªF 15 2ªP 4-6 Hugo Santos GP 23' 2ªP 4-7 Hugo Santos LD 15ªF 24'57" 2ªP | Árbitro: Antonio Gomez e Juan Melero |

| 31 agosto 2017 | Argentina                                               | 2 - 5 | Portugal | Nanquim Tech University              |
| 14h30          | 1-0 Facundo Bridge 2' 1ªP 2-4 Sebastián Duhalde 20' 2ªP |       | 1-1 João Lima 6' 1ªP 1-2 Gonçalo Nunes 22' 1ªP 1-3 Carlos Ramos "Carlitos" 6' 2ªP 1-4 Carlos Ramos "Carlitos" 14' 2ªP 2-5 Hugo Santos LD Azul 24'53" 2ªP | Árbitro: Antonio Gomez e Juan Melero |

| 1 setembro 2017 | Espanha | 0 - 2 | Portugal                                                 | Nanquim Tech University                  |
| 14h30           |         |       | 0-1 Gonçalo Nunes GP 23' 1ªP 0-2 Gonçalo Meira 24'50 2ªP | Árbitro: Carlos Fernandez e Daniel Costa |

### 5º–8º lugares
|  | Semifinais | Semifinais |   |            | 5º lugar | 5º lugar |  |
|  |            |            |   |            |          |          |  |
|  | 31 ago     |            |   |            |          |          |  |
|  | Inglaterra | 3          |   |            |          |          |  |
|  | Colômbia   | 11         |   |            |          |          |  |
|  |            |            |   |            |          |          |  |
|  |            |            |   |            | 1 set    |          |  |
|  |            |            |   |            | Colômbia | 1        |  |
|  |            | Chile      | 6 |            |          |          |  |
|  |            |            |   |            |          |          |  |
|  |            |            |   |            |          |          |  |
|  |            |            |   |            | 7º lugar |          |  |
|  | 31 ago     | 31 ago     |   | 1 set      | 1 set    |          |  |
|  | Chile      | 4          |   | Inglaterra | 3        |          |  |
|  | França     | 3          |   |            | França   | 4        |  |

## Taça FIRS
Os restantes países jogaram a Taça FIRS, consistindo num torneio de todos contra todos a duas voltas.

### Grupo A
| Seleções       | Pts | J | V | E | D | GM | GS | DG |
| -------------- | --- | - | - | - | - | -- | -- | -- |
| Estados Unidos | 12  | 4 | 4 | 0 | 0 | 33 | 20 | 13 |
| Índia          | 3   | 4 | 1 | 0 | 3 | 24 | 28 | -4 |
| Taipé Chinesa  | 3   | 4 | 1 | 0 | 3 | 22 | 31 | -9 |

| 27 agosto 2017 | Índia | 3 - 6 | Estados Unidos | Nanquim Tech University |
|                |       |       |                |                         |

| 28 agosto 2017 | Taipé Chinesa | 8 - 3 | Índia | Nanquim Tech University |
| 14h30          |               |       |       |                         |

| 29 agosto 2017 | Estados Unidos | 13 - 9 | Taipé Chinesa | Nanquim Tech University |
| 14h30          |                |        |               |                         |

| 30 agosto 2017 | Estados Unidos | 11 - 6 | Índia | Nanquim Tech University |
| 14h30          |                |        |       |                         |

| 31 agosto 2017 | Índia | 12 - 3 | Taipé Chinesa | Nanquim Tech University |
| 14h30          |       |        |               |                         |

| 01 setembro 2017 | Taipé Chinesa | 2 - 3 | Estados Unidos | Nanquim Tech University |
| 08h30            |               |       |                |                         |

## Classificação Final
| Campeonato do Mundo | Campeonato do Mundo |      | Taça FIRS      | Taça FIRS |
| Rank                | Pais                | Rank | Pais           |           |
| ------------------- | ------------------- | ---- | -------------- | --------- |
|                     | Portugal            | 9    | Estados Unidos |           |
|                     | Espanha             | 10   | Índia          |           |
|                     | Itália              | 11   | Taipé Chinesa  |           |

### Internacional
- site oficial
- FIRS
- FPP
- RFEP
- CBHP
- Ligações ao Hóquei em todo o Mundo
- HóqueiPatins.pt
- hoqueipt
- plurisports
- rollerenligne